# Motta Santa Lucia
Motta   Santa Lucia község (comune) Olaszország Calabria régiójában, Catanzaro megyében.

## Fekvése
A megye északnyugati részén fekszik, a Savuto völgyében. Határai: Altilia, Conflenti, Decollatura, Martirano és Pedivigliano.

## Története
A 16. századig San Salvatore di Porchia néven volt ismert és Martirano hűbérurainak fennhatóság alá tartozott. A 19. század elején vált önálló községgé, amikor a Nápolyi Királyságban felszámolták a feudalizmust. Régi épületeinek nagy része az 1905-ös calabriai földrengésben elpusztult. 

## Népessége
A népesség számának alakulása:

## Főbb látnivalói
- Santa Maria delle Grazie-templom
- Santa Lucia-templom
- Santa Caterina-templom
- San Francesco-templom